# Microsyssitriinae
Microsyssitriinae is een onderfamilie van kreeftachtigen uit de klasse van de Ostracoda (mosselkreeftjes).

## Geslacht
- Microsyssitria Hart, Nair & Hart, 1967